# Nereidum Montes
I Nereidum Montes sono una struttura geologica della superficie di Marte.